# 太平洋ゴミベルト

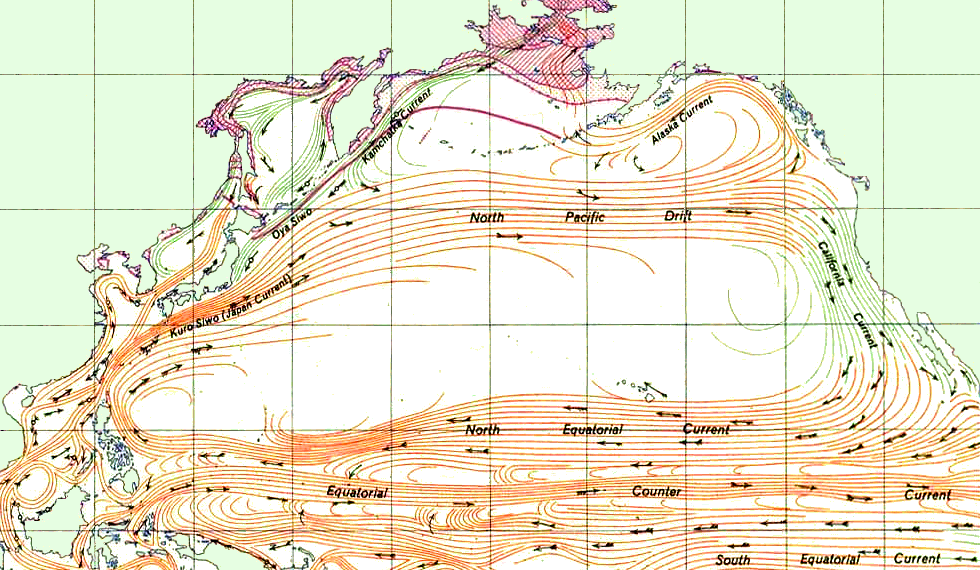
巨大ごみ海域は、五大海洋循環の一つである北太平洋循環の内側にある。

太平洋ゴミベルト（たいへいようゴミベルト、英語: Great Pacific garbage patch、GPGP）、ゴミの渦（Pacific trash vortex）は、北太平洋の中央（およそ西経135度から155度、北緯35度から42度の範囲）の海洋ごみが多い海域を指す。浮遊プラスチック等が北太平洋循環の海流等の影響により、特に集中している海域となっている。
同様の海域は大西洋の北大西洋ゴミベルトがある。

## 定義
太平洋ゴミベルトの存在は、アメリカ海洋大気庁が1988年に公開した文書で予測されている。1985年から1988年の間アラスカの研究者によって得られたニューストンのプラスチック粒子の測定の結果に基づいて予測された。この研究は、特定の海流のパターンに支配されている地域に高濃度の海洋ごみが集まることを示していた。研究者らは日本海の調査結果に基づき、類似した状況が太平洋の他の部分で起こると仮定し、特に北太平洋環流の影響を指摘した。
北太平洋におけるゴミの集積については、和方・杉森ら(1990) が船の偏流データを用いて、また久保田雅久(1994)が現場観測データにより推定されるエクマン流、地衡流、ストークスドリフトを用いて明らかにした。また、同様な集積域が世界中の海域にも存在することをKubotaら(2005)は人工衛星データから推定した海洋の流れを用いて示している。
ごみ域の存在は、カリフォルニアを拠点とする船長で海洋研究家でもあるチャールズ・ムーアの論文により、広く衆目と科学的な注目を集めた。ムーアは、トランスパシフィック・ヨットレースに参加したあとの北太平洋環流を帰る途中に、莫大な漂流ごみの広がりを目の当たりにした。ムーアは海洋学者のカーティス・エブスマイヤーにこの海域へ注意をはらうよう促した。エブスマイヤーは後にこの海域を"Eastern Garbage Patch" (EGP)と命名した人物である。報道では、この海域はしばしば海洋汚染の深刻な例として取り上げられている。

## 形成
世界の他の海洋ごみが集中する地域と同様に、太平洋ゴミベルトは主に海上の風系によって生じるエクマン収束によって形成される。しかしながら、黒潮続流・北太平洋海流と言った地衡流にともなう収束発散の影響も受け、実際のゴミの分布はかなり非一様である。ハワイ付近のゴミの集積域についてのメカニズムはKubota(1994)によって、亜熱帯高圧帯と密接に関連していることが明らかにされている。 北太平洋環流によって描かれる渦模様は、北太平洋の両端（北アメリカと日本沖の近海）から廃棄物を引き込む。この動きが非常に高い濃度の海洋ごみをこの地域に生じさせた。

### 汚染物質の原因
チャールズ・ムーアはごみの80 %は陸上からのもので、20 %は船舶由来のものであると見積もっている。彼はごみの破片は海流によってアジアの東海岸から循環の中央へ1年以内に運ばれ、また北アメリカからの破片は5年ほどで運ばれると述べている。
長らくチャールズ・ムーアの「漁業関連20 %、陸地由来80 %」という見積もりが定説であったが、近年の研究では46 %は漁網であるという算定がある。

### 海洋における合成樹脂の光分解
太平洋ゴミベルトでは、最高レベルではないとしても、高濃度のプラスチック微粒子が海水の上層部に漂っている。結果として、海面におけるプラスチックの光分解の影響を研究するのに適した海域になっている。生分解される破片とは異なり、光分解性プラスチックは、重合体であり続けながら、小片にまで崩壊して小さくなってゆく。そしてその崩壊は分子レベルにまで継続してゆく。

## 野生生物への影響

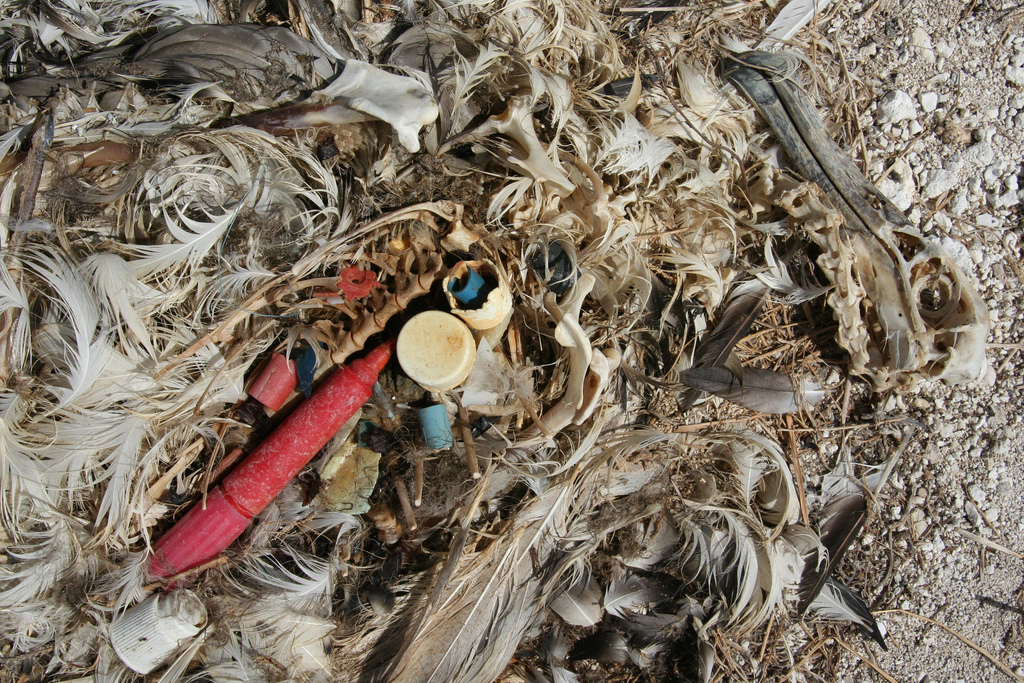
このコアホウドリのひなは、親鳥によりプラスチックを与えられ、それを吐き出すことができなかった。そして飢えか窒息により死亡した。

浮かんでいる粒子は動物プランクトンに似ており、それがクラゲに誤食されることで海洋食物連鎖に入る。2001年にそこから採ったサンプルでは、プラスチックの質量が（この地域の最有力な動物である）動物性プランクトンの7倍を上回った。これら長く残る欠片の多くが、クロアシアホウドリなどの海鳥やウミガメなどの海洋生物の胃に行き着く。太平洋ゴミベルトで見つかったウミガメの胃の内容物の74%が海洋プラスチックだった。野生生物による誤飲や魚網に絡まってしまう問題の他に、浮遊する小片は、PCBsやDDTやPAHsを含む残留性有機汚染物質を海水から吸収する。毒性作用に加え、摂取された物質の一部は脳にエストラジオールと間違えられ、影響を受けた野生生物のホルモンを撹乱させる。

## 対策
NPO団体オーシャン・クリーンアップは2018年世界初の海のプラスチックゴミを回収する装置を作った。これはU字形の巨大な浮きと、海中に垂らしたスカートからなっており、ゆっくりと移動してゴミを集める物である。そして、陸地に持ち帰ったプラスチックゴミはリサイクルする。彼らはこれを沖へ運び、5年以内に太平洋ゴミベルトのゴミを半減することを目指している。

## 文献
- Oliver J. Dameron, Michael Parke, Mark A. Albins and Russell Brainard (April 2007). "Marine debris accumulation in the Northwestern Hawaiian Islands: An examination of rates and processes", Marine Pollution Bulletin 54 (4), 423-433.
- Floating plastic in the Kuroshio Current area, western North Pacific Ocean — Rei Yamashita and Atsushi Tanimura [Marine Pollution Bulletin; volume 54, issue 4, pages 485-488 (2007)]
- (PDF)Movement and accumulation of floating marine debris simulated by surface currents derived from satellite data — Masahisa Kubota, Katsumi Takayama and Noriyuki Horii [School of Marine Science and Technology, Tokai University (2000)]
- Pelagic plastics and other seaborne persistent synthetic debris — M R Gregory and P G Ryan [Marine Debris: Sources, Impacts, Solutions; pages 49-66 — J M Coe and D B Rogers (1997)]
- A comparison of plastic and plankton in the North Pacific Central Gyre — Charles J Moore, Shelly L Moore, Molly K Leecaster and Stephen B Weisberg
- Density of plastic particles found in zooplankton trawls from coastal waters of California to the North Pacific Central Gyre — Charles J Moore, Gwen L Lattin and Ann F Zellers
- The quantitative distribution and characteristics of neuston plastic in the North Pacific Ocean, 1984-1988 — R H Day, D G Shaw and S E Ignell (1988)
- Thomas Morton, ‘Oh, This is Great, Humans Have Finally Ruined the Ocean’, Vice Magazine, Vol. 6, No. 2 (2007), pp. 78-81.